# 聖アンデレの殉教 (リベーラ)
『聖アンデレの殉教』(せいアンデレのじゅんきょう、洪: Szent András vértanúsága、英: The Martyrdom of Saint Andrew)は、17世紀スペイン・バロック期の巨匠ホセ・デ・リベーラが1628年にキャンバス上に油彩で制作した絵画である。作品は1871年にハンガリーの国家コレクションに入り、現在、ブダペスト国立西洋美術館に所蔵されている。

## 作品
この絵画は、カラヴァッジョのリアリズム、とりわけ彼の『聖ペテロの磔刑』 (サンタ・マリア・デル・ポポロ聖堂、ローマ) がリベーラに及ぼした影響を明らかにしている。
聖アンデレは聖ペテロの兄弟で、イエス・キリストの12使徒の1人であった。彼は東方の黒海周囲の地域の住民スキタイ人に布教したが、古代ローマのアカエア属州の知事が彼を「迷信宗教」の創始者キリストのように磔刑で処刑するよう命じた。
リベーラの最も名高い『聖フィリポの殉教』 (プラド美術館、マドリード) のように、本作は残虐な処刑の最も劇的な瞬間を描いており、それはアンデレがいまだ背教か殉教かを選べる磔の前の瞬間である。暗い洞窟のような背景の中、聖人は、ユーピテルの偶像を持ち、それを崇拝させようとする司祭と静かな論争をしている。アンデレの身体は画面のほかの部分とは対照的に強い光を受けており、彼の決断を強調している。その決断は、第一に彼の顔の表情ではなく、弱った身体の筋肉の痙攣により伝えられている。この不本意な動作は諦めて死を受け入れた男のものであり、実際、彼は処刑人を助けるように腕を投げ出している。

## ギャラリー

ミケランジェロ・メリージ・ダ・カラヴァッジョ『聖ペテロの磔刑』(1601年)、サンタ・マリア・デル・ポポロ聖堂（英語版）、ローマ
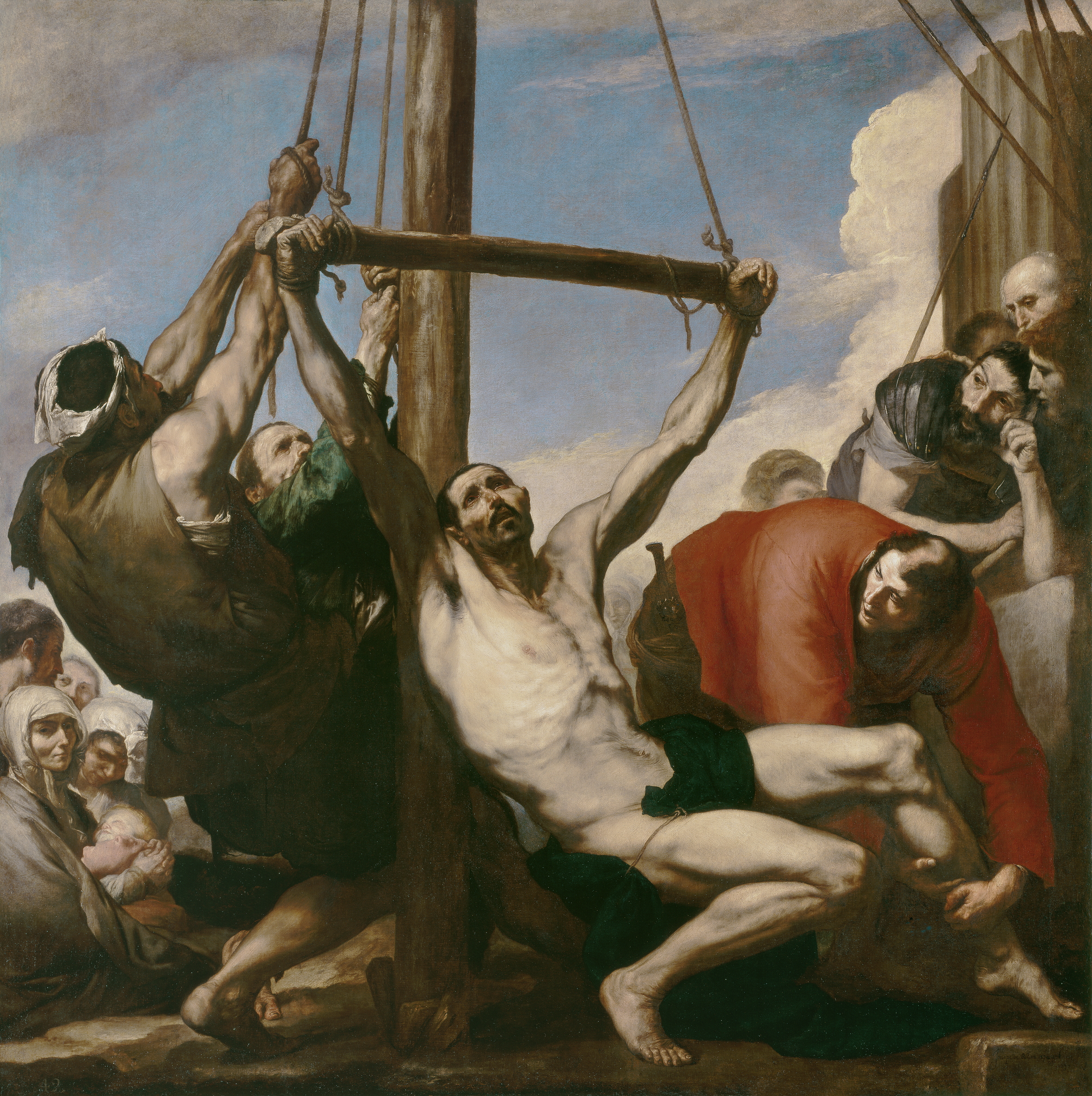
ホセ・デ・リベーラ『聖フィリポの殉教』(1639年)、プラド美術館、マドリード

## 歴史
本作はカスティーリャの提督フアン・アルフォンソ・エンリケス・デ・カブレラ (Juan Alfonso Enríquez de Cabrera) に所有され、1647年に彼の息子フアン・ガスパール・エンリケス・デ・エンリケス (Juan Gaspar Enríquez de Cabrera)  に相続された。後に、マドリードのサン・パスクアル (San Pascual) 修道院に寄贈された。
ナポレオン戦争によりフランスがスペインを占領した後の1816年、本作はアンドレス・デル・ぺラル ( Andrés del Peral) の手中に帰した。およそ2年後、彼は作品をオーストリア帝国のスペイン大使であったアロイス・フォン・カウニッツ＝リートベルク ( Aloys von Kaunitz-Rietberg) に売却した。1820年に、ニコラウス・エステルハージが本作を購入し、1833年の彼の死後もエステルハージ家に遺された。